# Трансвестизъм
 Тази статия е за практика на преобличане в дрехите на противоположния пол.  За жанр в литературата вижте травестия.  
Трансвестизмът (още – трансвестицизъм) е практиката на носене на дрехи или аксесоари, считани в дадена култура за подходящи или предназначени за противоположния пол.
Макар в исторически контекст по-обичайно да е било преобличането на жените, днес преобличането на мъжете получава повече внимание. Според културата, в която се проявява, това нарушаване на обичайните граници може да има духовно (ритуално), развлекателно или артистично значение. В Западните общества трансвестизмът се практикува по множество различни причини.

## Галерия
- Жрец на Кибела и Атис в древен Рим
- Фотография на femminiello, Неапол, Италия, 19. век
- Барон Херман фон Тешенберг, германски трансвестит, един от основателите на т.нар. Научно-хуманитарен комитет, съществувал в Берлин между 1897 и 1933 г.
- Фотография на Алваро Ечавария ("El excluido") of Кукута, Колумбия, 1927 г.
- Членове на йогапа, индуистка духовна група в южна Индия, свързана с богинята Ренука
- Съвременен американски трансвестит
- Гей и трансвестит, целуващи се на демонстрация в Мексико сити